# Cesare Fiorio
Cesare Fiorio (Torino, 26 maggio 1939) è un dirigente sportivo italiano.

## Biografia
Laureato in scienze politiche, è stato per venticinque anni uno dei personaggi decisivi nel rendere i rally una specialità professionistica. Nel 1961 vinse come pilota un titolo italiano di velocità di categoria GT (classe 1150 cc) pilotando una Lancia Appia Zagato.
Nel 1963 fondò l'HF (High Fidelity), cioè il reparto corse della casa torinese, che cominciò così a essere una protagonista fissa dei grandi rally internazionali. Nei vari ruoli di direttore sportivo Lancia e FIAT, e poi di responsabile dell'intera attività sportiva di Fiat Auto, vinse 18 titoli mondiali: nello specifico 10 mondiali rally costruttori di cui sette con Lancia (1972, 1974, 1975, 1976, 1983, 1987, 1988) e tre con FIAT (1977, 1978, 1980), ottenendo nella stessa disciplina anche 5 titoli piloti (la Coppa FIA con Sandro Munari su Lancia nel 1977, e Markku Alén su FIAT nel 1978; e il mondiale con Walter Röhrl su FIAT nel 1980, e Juha Kankkunen e Miki Biasion su Lancia nel biennio 1987-1988); inoltre ha ottenuto 3 titoli marche con Lancia nel mondiale endurance nelle stagioni 1979, 1981 e 1982.

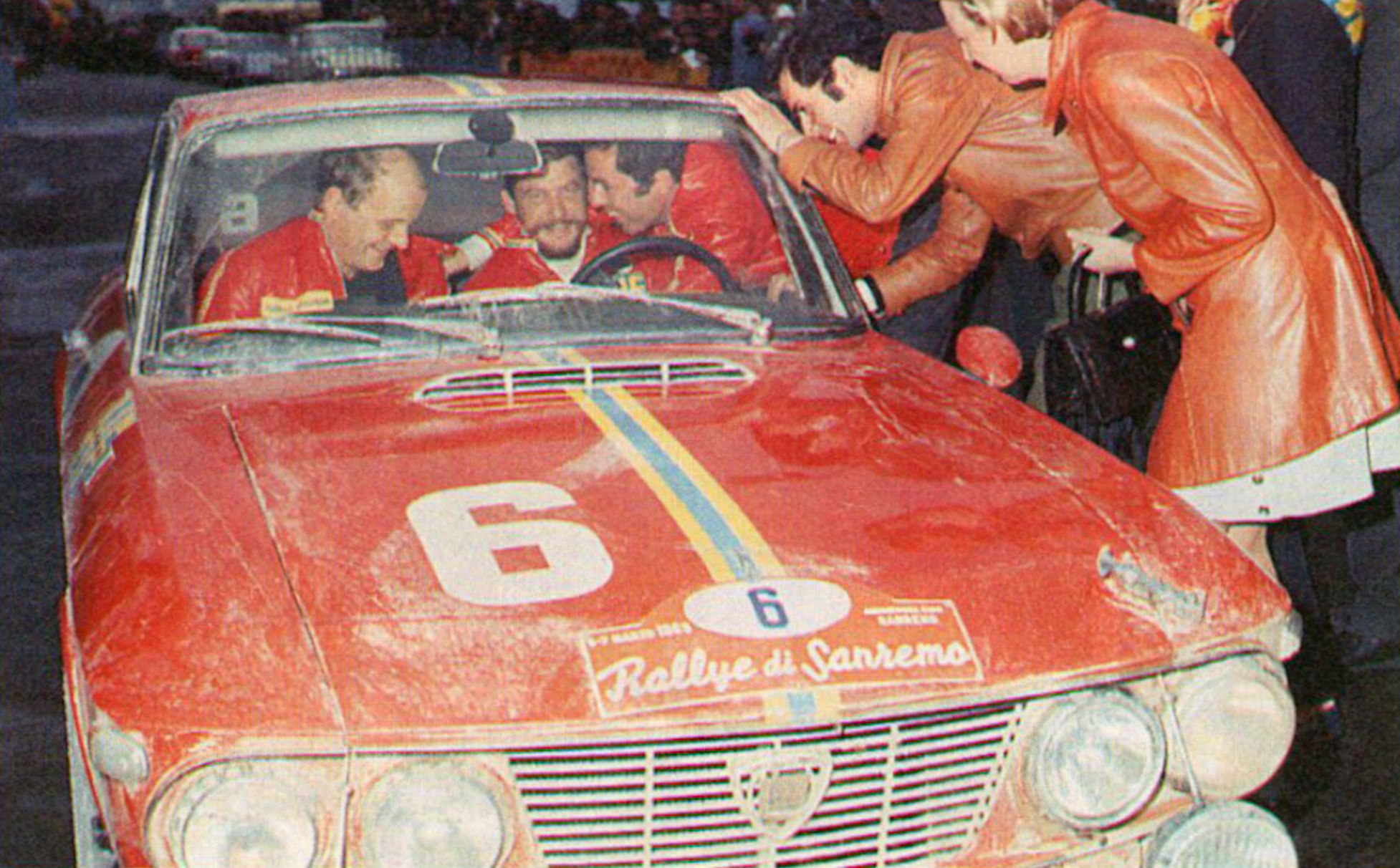
Fiorio nel 1969, direttore della squadra HF Lancia, s'infila nell'abitacolo della Fulvia Coupé di Källström e Häggbom per festeggiare la loro vittoria al Rally di Sanremo.

Il legame instaurato in questo periodo con la famiglia Agnelli e il mondo Fiat lo portò inoltre sul finire degli anni 80 a entrare nel consiglio di amministrazione della squadra di calcio della Juventus.
Fu direttore sportivo della Ferrari in Formula 1 dal marzo 1989 all'inizio del 1991, periodo in cui ottenne 25 podi e 9 vittorie su 36 GP, di cui 3 nel 1989 e 6 nel 1990, quando con Alain Prost la Scuderia sfiorò il titolo piloti che mancava dalla stagione 1979. Dopo le prime quattro gare del campionato 1991 lasciò Maranello per sopravvenuti dissidi con l'ambiente. Abbandonata per alcuni anni la F1, vi fece rientro nel corso della stagione 1994 con la Ligier, ottenendo nello stesso anno un doppio podio a Hockenheim con Olivier Panis ed Éric Bernard. Passò poi alla Forti rimanendovi fino all'inizio della stagione 1996, quando il team italiano si ritirò dalla competizione. Nello stesso anno tornò quindi per la seconda volta alla Ligier, rimanendovi anche nel 1997 con la ridenominazione della squadra in Prost. A fine 1998 si trasferì poi alla Minardi, rimanendovi fino alla metà del 2000 e contribuendo a lanciare la carriera del promettente Fernando Alonso.

Fiorio nel 1989, direttore sportivo della Scuderia Ferrari, di ritorno nei rally per seguire il figlio Alex, pilota del Jolly Club.

Si distinse anche come pilota di motonautica, diventando due volte campione del mondo e sei volte campione europeo, vincendo in tutto 31 Gran Premi. Nel 1992, con il motoscafo Destriero, portò a termine la più veloce traversata atlantica da ponente verso levante compiuta da un'unità navigante non indirizzata a usi commerciali, attraversando l'Oceano Atlantico in 58 ore, 34 minuti e 50 secondi: tale record, che non venne ritenuto meritevole dello Hales Trophy, entrò comunque nel Guinness dei primati e rimane da allora imbattuto.
Dopo il ritiro, tra gli anni 90 e 2000 collaborò come opinionista per la F1 con la Rai e con TELE+; dopodiché si è dedicato alla gestione di una masseria a Ceglie Messapica e all'organizzazione del Trofeo Fiorio Cup. È padre di Alex, anche lui pilota di rally e poi dirigente sportivo, di Giorgia, dapprima attrice e cantante e poi affermatasi come fotografa, e di Cristiano, manager di Fiat Chrysler Automobiles e poi di Stellantis.